# Бессонница (роман)
«Бессонница» (англ. Insomnia, 1994) — роман Стивена Кинга. Вошёл в список бестселлеров по версии Publishers Weekly за 1994 год.

## Сюжет
У старика по имени Ральф Робертс начинается бессонница. Он пробует все возможные средства от неё, но с каждым днём спит всё меньше и меньше. Наконец, у него начинается нечто вроде галлюцинаций — он видит ауры людей, видит то, что обычные люди не видят… видит трёх «маленьких лысых врачей», которые приходят к людям, чтобы забрать их из жизни.
А тем временем некая сила, которую иногда называют Алым Королём, строит планы убийства одного маленького мальчика. Под его воздействием меняется друг Ральфа — Эд Дипно, интеллигентный учёный, становится агрессивным и опасным, начинает избивать жену, присоединяется к группе пролайферов, которая под его руководством переходит в своих протестах черту законности.

## Герои
- Ральф Робертс — главный герой, старик. В начале книги теряет жену, Кэролайн — она умирает от опухоли мозга. Вскоре после её смерти у него начинается бессонница. Ральф — человек весьма смелый и благородный, каковые качества неоднократно проявляет, например, защищая жену Эда Дипно, Элен, от него самого.
- Билл Макговерн — хороший друг и сосед Ральфа, его ровесник, гомосексуал. Человек образованный, умный, и при всем своем высокомерии, склонности к самолюбованию и некоторой аффектации, способный проявлять искренние доброту и участие. Ральфа раздражает его цинизм и пренебрежительное отношение, например, к Луизе Чесс, но он мирится с этими его недостатками.
- Луиза Чесс — ровесница Ральфа, старая леди, сохраняющая ещё былую красоту. Они с Ральфом испытывают друг к другу некие чувства, но не спешат их проявлять. Как выясняется по ходу сюжета, так же, как и Ральф, страдает от бессонницы.
- Эд Дипно — молодой учёный, сосед и, изначально, хороший приятель семьи Робертсов. Хотя Ральф помнит его, как человека тихого и воспитанного, с самого начала книги Эд появляется как агрессивный, опасный, полубезумный человек.
- Элен Дипно — его жена, молодая домохозяйка. Мать маленькой Натали. Была, пока Кэролайн была жива, её хорошей подругой, после её смерти пыталась поддерживать Ральфа.
- Атропос — главный антагонист романа, «маленький лысый врач», символизирующий случайную смерть. Был нанят Алым Королём с целью убить Патрика Дэнвилла; для выполнения этой задачи превратил Эда Дипно в маньяка, обрезав его «ниточку жизни», хотя Дипно был единственным человеком, не принадлежащим ни Случайности, ни Предопределенности.

«Маленьких лысых врачей» зовут Клото, Лахесис и Атропос — образы этих сверхъестественных существ переосмыслены достаточно вольно. Кроме того, что все трое предстают в мужском обличье, они несут функции скорее олицетворённой смерти, нежели судьбы.